# Bernardo Atxaga
José Irazu Garmendia (Asteasu, Guipúzcoa, 27 de julio de 1951), conocido con el seudónimo de Bernardo Atxaga, es un escritor español. Su obra abarca cuento, novela, poesía y ensayo, escrita íntegramente en euskera. Ha traducido varias de sus obras a numerosas lenguas. Además es el escritor en euskera más leído y traducido de la historia.
Se licenció de Ciencias Económicas en la Universidad de Bilbao, y de Filosofía y Letras en la Universidad de Barcelona.
Es un miembro de pleno derecho de la Real Academia de la Lengua Vasca desde 2006, en noviembre de 2010 también fue nombrado miembro de Jakiunde, Academia de las Ciencias, de las Artes y de las Letras. Actualmente vive en la localidad alavesa de Zalduendo.

## Biografía
Nació en Asteasu, su padre era carpintero y su madre maestra. Escribía desde que era un niño, animado por la afición a la lectura que había en su casa. En 1964 su familia se mudó a Andoáin. Estudió el Bachillerato en San Sebastián, y luego marchó a Bilbao para cursar sus estudios universitarios, logrando la licenciatura en Ciencias Económicas en la Universidad de Bilbao en 1973. Poco antes, en 1972, había escrito su primer texto en euskera: Borobila eta puntua, breve composición teatral integrada en la antología Euskal literatura 72. Sus textos llegaron al escritor bilbaíno Gabriel Aresti, quien jugaría un papel importante en el joven Atxaga, animándole a escribir, augurándole un gran futuro y aconsejándole asimismo la lectura de algunos clásicos de la literatura en euskera.

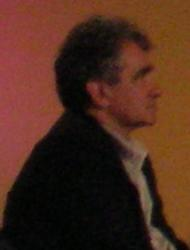
Bernardo Atxaga en el National Eisteddfod de Gales de 2007.

Tras realizar el servicio militar obligatorio, trabajó en un banco de San Sebastián, publicando en 1975 sus primeros textos en la revista literaria Panpina Ustela [Muñeca podrida], que publicó durante algún tiempo junto con Koldo Izagirre. A finales de los setenta regresó a Bilbao, trabajando en numerosos oficios —instructor de euskera, guionista para programas de radio, vendedor de libros, economista, etc.— que combinaba con la escritura. En 1976 vio la luz su primera novela, de corte vanguardista, Ziutateaz [De la ciudad] a la que seguiría el poemario Etiopia (1978), obra fundamental en la poesía vasca contemporánea y que cerraba la trayectoria vanguardista del autor. Fue miembro del grupo literario de vanguardia Pott, que fundó en Bilbao a finales de 1977 junto a Joseba Sarrionandia, Ruper Ordorika, Jon Juaristi y otros escritores. El grupo se disolvió en 1980 después de haber publicado seis números de la revista del mismo nombre.
A comienzos de los años ochenta, Atxaga decide dedicarse profesionalmente a la literatura. Aprovechó la disolución de la banda Pott para marchar a estudiar a la Universidad de Barcelona, donde se licenció en Filosofía y Letras. Tras publicar varios cuentos en diversas revistas literarias, comenzó a explorar por primera vez el universo de Obaba, donde se localizan muchas de sus siguientes obras, entre ellas la novela Bi anai [Dos hermanos], que lo devolvió a la primera línea de la literatura vasca. En 1988 publicó su obra más exitosa, Obabakoak, un híbrido entre novela y antología de cuentos que ha sido traducida a 26 idiomas y que ganó el Premio Nacional de Narrativa en 1989. Algunas de las narraciones aparecidas en la obra fueron llevadas al cine en 2005 por Montxo Armendáriz, con el título de Obaba. Tras Obabakoak, en 1993 Atxaga dejó de lado la literatura basada en la fantasía para abrir un ciclo realista, sobre todo mediante las novelas Gizona bere bakardadean [El hombre en su soledad] publicada en castellano con el título de "El hombre solo" (1993), finalista en el Premio Nacional de Narrativa y Zeru horiek [Esos cielos] (1995). En 1996 apareció una nueva antología de textos y poemas bajo el título Nueva Etiopía, en la que, además, se incluye un CD en el que diversos cantantes y grupos vascos ponen música a poemas de Atxaga. Dos años más tarde apareció el ensayo Groenlandiako lezioa [La lección de Groenlandia] (1998). 

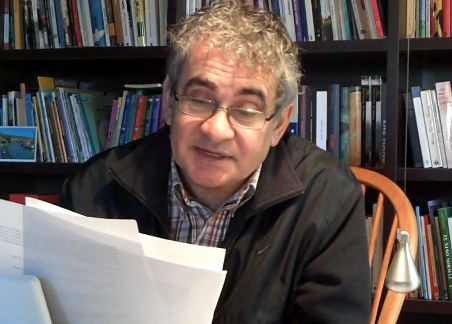
Bernardo Atxaga.

Ya en el siglo xxi, ha publicado cuatro obras: en 2003 publicó en la editorial Pamiela Soinujolearen semea [El hijo del acordeonista], una novela que trata sobre la desaparición del mundo de Obaba, «un mundo que ha dejado de existir», según el propio autor.
Finalizado el ciclo Obaba, publicó las obras Lekuak [Lugares] (2005) y Markak. Gernika 1937 [Marcas. Gernika 1937] (2007), en el que recoge reflexiones acerca del bombardeo nazi sobre la villa foral.
En 2009 sale a la luz la novela Zazpi etxe Frantzian [Siete casas en Francia], publicando al mismo tiempo las versiones en euskera, castellano, catalán y gallego, siendo de las primeras veces que se publica un libro en todas las lenguas oficiales de España. La historia se sitúa en el Congo de principios del siglo xx, en un campamento de legionarios belgas.
En 2019 es galardonado con el Premio Nacional de las Letras Españolas de 2019, por el Ministerio de Cultura y Deporte.
A finales de diciembre de 2024 le fue otorgada la Medalla de Oro al Mérito en las Bellas Artes aprobada por el Consejo de Ministros, a propuesta del ministro de Cultura español.

## Obras
Considerado como uno de los mejores escritores de la lengua vasca de los últimos 50 años en todos los géneros literarios, ha publicado más de 25 libros de literatura infantil y juvenil y ha escrito diversas novelas radiofónicas y obras de teatro.

### Narrativa
- 1976 - Ziutateaz.
- 1985 - Bi anai.
- 1988 - Obabakoak.
- 1993 - Gizona bere bakardadean (El hombre solo).
- 1995 - Zeru horiek (Esos cielos).
- 1996 - Sara izeneko gizona.
- 2003 - Soinujolearen semea (El hijo del acordeonista).
- 2004 - Teresa, poverina mia.
- 2009 - Zazpi etxe Frantzian (Siete casas en Francia).
- 2013 - Nevadako egunak (Días de Nevada).
- 2014 - Txoriak kolpeka.
- 2015 - Narp. El caso de Felisa Rodríguez.
- 2015 - Muskerraren bidea.
- 2019 - Etxeak eta hilobiak (Casas y tumbas).
- 2022 - Desde el otro lado

### Poesía
- 1978 – Etiopia. Premio de la Crítica.
- 1986 – Henry Bengoa Inventarium.
- 1990 – Poemas & Híbridos.
- 1996 – Nueva Etiopía.
- 2012 – Paradisua eta katuak.

### Ensayo
- 1998 – Groenlandiako lezioa. Lista de locos y otros alfabetos.
- 2002 – Alfabeto sobre la literatura infantil.
- 2005 – Lekuak. Lugares.
- 2007 – Markak. Gernika 1937. Marcas. Gernika 1937.
- 2016 – Correspondencias.
- 2018 —Órdago- Hor dago. ( con Joxemari Iturralde). Colección Baroja & Yo.

### Teatro
- 1994 – Lezio berri bat ostrukari buruz.

### Relatos juveniles
- 1991 – Behi euskaldun baten memoriak. Memorias de una vaca vasca.
- 1996 – Sara izeneko gizona. Un hombre llamado Sara.
- 1999 – Un traductor en París. Perteneciente a la colección de relatos de vv.aa. Cuentos apátridas.
- 2004 – Teresa, poverina mia.

### Literatura infantil
- 1979 – Nikolasaren abenturak eta kalenturak. Aventuras de Nicolasa.
- 1979 – Ramuntxo detektibea. Ramuntxo detective.
- 1982 – Chuck Aranberri dentista baten etxean.
- 1986 – La cacería.
- 1991 – Flannery eta bere astakiloak. Los burros en la carretera.
- 1987 – Astakiloak Arabian.
- 1993 – Astakiloak jo eta jo.
- 1999 - Aitona-amonen oroigarria. Recuerdo de mis abuelos.
- 2005 - Nire jaioterriko jendea. La gente de mi pueblo.

#### Siberiako ipuin eta kantak
- 1982 – Antonino apretaren istorioa.
- 1984 – Asto bat hypodromoan.
- 1984 – Jimmy Potxolo.
- 1984 – Txitoen istorica.

#### Markoni
- 1995 – Mundua eta Markoni. El mundo según Markoni.
- 1997 – Markonitar handien ekintza handiak. Los grandes episodios de la familia Markoni.

#### Xola
- 1995 – Xolak badu lehoien berri. Shola y los leones.
- 1996 – Xola eta basurdeak. Shola y los jabalíes.
- 2000 – Xola ehitzan. Shola cazando
- 2004 – Xola eta Angelito. Shola y angeliño.
- 2015 – Xola eta lapurra

#### Las bambulísticas historias de Bambulo
- 1998 – Bambulo: Lehen urratsak. Primeros pasos.
- 1998 – Bambulo: Krisia. La crisis.
- 1999 – Bambulo: Ternuako penak. Amigos que cuentan.

## Adaptaciones cinematográficas y teatrales
- Aitona Martin eta biok (2005), de Pello Varela (basado en el cuento Sugeak txoriari begiratzen dionean).
- Obaba (2005), de Montxo Armendáriz.
- Bi anai (2011), de Imanol Rayo.
- En marzo de 2013 se estrenó en el Teatro Valle-Inclán de Madrid la versión teatral de su novela El hijo del acordeonista, con funciones en euskera y en castellano.[10] Hay una versión cinematográfica cuyo estreno está previsto en 2019.[11]

## Premios
A lo largo del los años, ha ido sumando numerosos premios como el Donostiako Hiria (1979, 1983), el Premio Nacional de Narrativa (1989), El Premio Euskadi de Literatura (1989, 1991, 1996, 1997), El Premio de la Crítica (1979, 1985, 1988, 1993), Premio de las Tres Coronas del Pirineo Atlántico (1995), Premio SM de Literatura infantil y juvenil (1995), Premio honorífico de la euskal etxea de Barcelona (1996), Premio de la Asociación de Libreros de París "Mille Pages" (1991), Premio de la Sociedad de Bibliotecas europea IMPAC (1997), además de haber sido finalista del Premio Europa (1990) y dos veces finalista, además de la ganada, del Premio Nacional de Narrativa (1993, 2003). El 11 de noviembre de 2019 ha sido galardonado con el Premio Nacional de las Letras.
- Premio de la Crítica por Bi anai ("Dos hermanos") (1985)
- Premio Euskadi por Obabakoak
- Premio Nacional de Narrativa (España) por Obabakoak (1989)
- Premio de la Crítica por Obabakoak (1989)
- Prix Millepages por Obabakoak
- Premio Eusko Ikaskuntza-Caja Laboral de Humanidades, Cultura, Artes y Ciencias Sociales (2002)
- Premio Nacional de las Letras (2019)